# Tattoo You
| Оценки критиков | Оценки критиков |
| Источник        | Оценка          |
| --------------- | --------------- |
| Blender         | [ 1 ]           |
| AllMusic        | [ 2 ]           |
| Rolling Stone   | [ 3 ]           |
| Роберт Кристгау | A−              |
| The A.V. Club   | (позитивная)    |

Tattoo You (рус. «Татуировать тебя») — шестнадцатый британский и восемнадцатый американский студийный альбом The Rolling Stones, был издан в 1981 году на собственном лейбле группы. В основном, лонгплей состоит из студийного материала, записанного в 1970-х, и содержит одну из самых известный вещей группы — «Start Me Up», которая достигла второй строчки в чарте Соединенных Штатов.
Альбом получил положительные отзывы в прессе и был коммерчески успешным — продано более четырёх миллионов копий только в Соединенных Штатах. Также он стал последним лонгплеем «Роллингов», покорившим американский чарт, тем самым завершив серию альбомов #1, которая началась со Sticky Fingers 1971 года.

## Список композиций
Все песни написаны Миком Джаггером и Китом Ричардсом, за исключением отмеченных.
| №  | Название                                              | Длительность |
| -- | ----------------------------------------------------- | ------------ |
| 1. | «Start Me Up»                                         | 3:31         |
| 2. | «Hang Fire»                                           | 2:20         |
| 3. | «Slave» (Версия на CD длится 6:34)                    | 4:59         |
| 4. | «Little T&A»                                          | 3:23         |
| 5. | «Black Limousine» (Мик Джаггер/Кит Ричардс/Ронни Вуд) | 3:32         |
| 6. | «Neighbours»                                          | 3:31         |

| №   | Название                                               | Длительность |
| --- | ------------------------------------------------------ | ------------ |
| 7.  | «Worried About You»                                    | 5:16         |
| 8.  | «Tops»                                                 | 3:45         |
| 9.  | «Heaven»                                               | 4:21         |
| 10. | «No Use in Crying» (Мик Джаггер/Кит Ричардс/Ронни Вуд) | 3:24         |
| 11. | «Waiting on a Friend»                                  | 4:34         |

## Участники записи
The Rolling Stones
- Мик Джаггер — ведущий и бэк-вокал, электрогитара на «Heaven», губная гармоника на «Black Limousine»
- Кит Ричардс — электрогитара, бэк-вокал, ведущий вокал и бас-гитара на «Little T&A»
- Ронни Вуд — электрогитара, бэк-вокал, бас-гитара на «Hang Fire»
- Чарли Уоттс — ударные
- Билл Уаймен — бас-гитара, синтезатор на «Heaven»
- Мик Тейлор — электрогитара на «Tops» и «Waiting on a Friend» (1972)

Приглашённые музыканты
- Ники Хопкинс — фортепиано на «Tops», «No Use in Crying» и «Waiting on a Friend»
- Иэн Стюарт — фортепиано на «Hang Fire», «Little T&A» и «Black Limousine»
- Билли Престон — фортепиано и орган на «Slave» and «Worried About You» (1975)
- Уэйн Перкинс[англ.] — соло-электрогитара на «Worried About You» (1975)
- Олли Браун[англ.] — перкуссия на «Slave» и «Worried About You» (1975)
- Пит Таунсенд — бэк-вокал на «Slave» (1975)
- Нанетт Уоркмен[англ.] — бэк-вокал на «No Use in Crying»
- Сонни Роллинз — саксофон на «Slave», «Neighbours» и «Waiting on a Friend»
- Джимми Миллер — перкуссия на «Tops» и «Waiting on a Friend» (1972)
- Каспер Виндинг — бубен на «Waiting on a Friend»
- Крис Кимзи[англ.] — фортепиано на «Heaven»
- Бэрри Сэйдж[англ.] — хлопанье в ладоши[англ.] на «Start Me Up»

## Хит-парады
Альбом
| Год  | Хит-парад                                 | Высшая позиция |
| ---- | ----------------------------------------- | -------------- |
| 1981 | UK Top 100 Albums                         | 2              |
| 1981 | Billboard Pop Albums                      | 1              |
| 1981 | Australian Kent Music Report Albums Chart | 1              |

| Хит-парад (1981)                   | Позиция |
| ---------------------------------- | ------- |
| США (Billboard Top Popular Albums) | 22      |

Синглы
| Год  | Сингл                 | Чарт                   | Высшая позиция |
| ---- | --------------------- | ---------------------- | -------------- |
| 1981 | «Start Me Up»         | Billboard Hot 100      | 2              |
| 1981 | «Start Me Up»         | Mainstream Rock Tracks | 1              |
| 1981 | «Start Me Up»         | UK Top 75 Singles      | 7              |
| 1981 | «Start Me Up»         | Club Play Singles      | 14             |
| 1981 | «Little T&A»          | Mainstream Rock Tracks | 5              |
| 1981 | «Hang Fire»           | Mainstream Rock Tracks | 2              |
| 1981 | «Waiting on a Friend» | Mainstream Rock Tracks | 8              |
| 1981 | «Waiting on a Friend» | UK Top 75 Singles      | 50             |

## Сертификация
| Страна            | Организация | Сертификация (продажи) |
| ----------------- | ----------- | ---------------------- |
| Соединенные Штаты | RIAA        | 4× Платиновый          |
| Франция           | SNEP        | Золотой                |
| Великобритания    | BPI         | Золотой                |